# Kasper Fisker
Kasper Fisker, né le 22 mai 1988 à Randers au Danemark, est un footballeur danois, qui évolue au poste de milieu de terrain.

## Biographie
Né à Randers au Danemark, Kasper Fisker est formé par le club de sa ville natale, le Randers FC, qu'il rejoint à l'âge de 12 ans.
Le 1er juillet 2017, Kasper Fisker quitte le Randers FC pour Brøndby. Le transfert avoisine le demi-million d'euros.
Lors de la saison 2017-2018, il devient un titulaire indiscutable et contribue grandement à la très bonne saison de son club. Il découvre lors de cette saison les compétitions européennes, en disputant les tours préliminaires de la Ligue Europa (quatre matchs, un but).
Après avoir quitté le Brøndby IF à expiration de son contrat à l'été 2020, Kasper Fisker rejoint librement le Fremad Amager le 22 août 2020.
Le 17 décembre 2020, Fisker est titlarisé lors du huitième de final de coupe du Danemark 2020-2021 contre son ancien club, le Brøndby IF. Il participe ainsi à la victoire surprise de son équipe après prolongations (2-1 score final) face à l'une des meilleurs équipe du pays, et se qualifie ainsi pour les quarts de finales de la compétition,.
Le 17 mars 2021, Kasper Fisker prend sa retraite à l'âge de 32 ans, obligé de raccrocher les crampons à cause de problèmes récurrents au genou.

## Palmarès
- Coupe du Danemark : 2018